# Dotter (Sängerin)

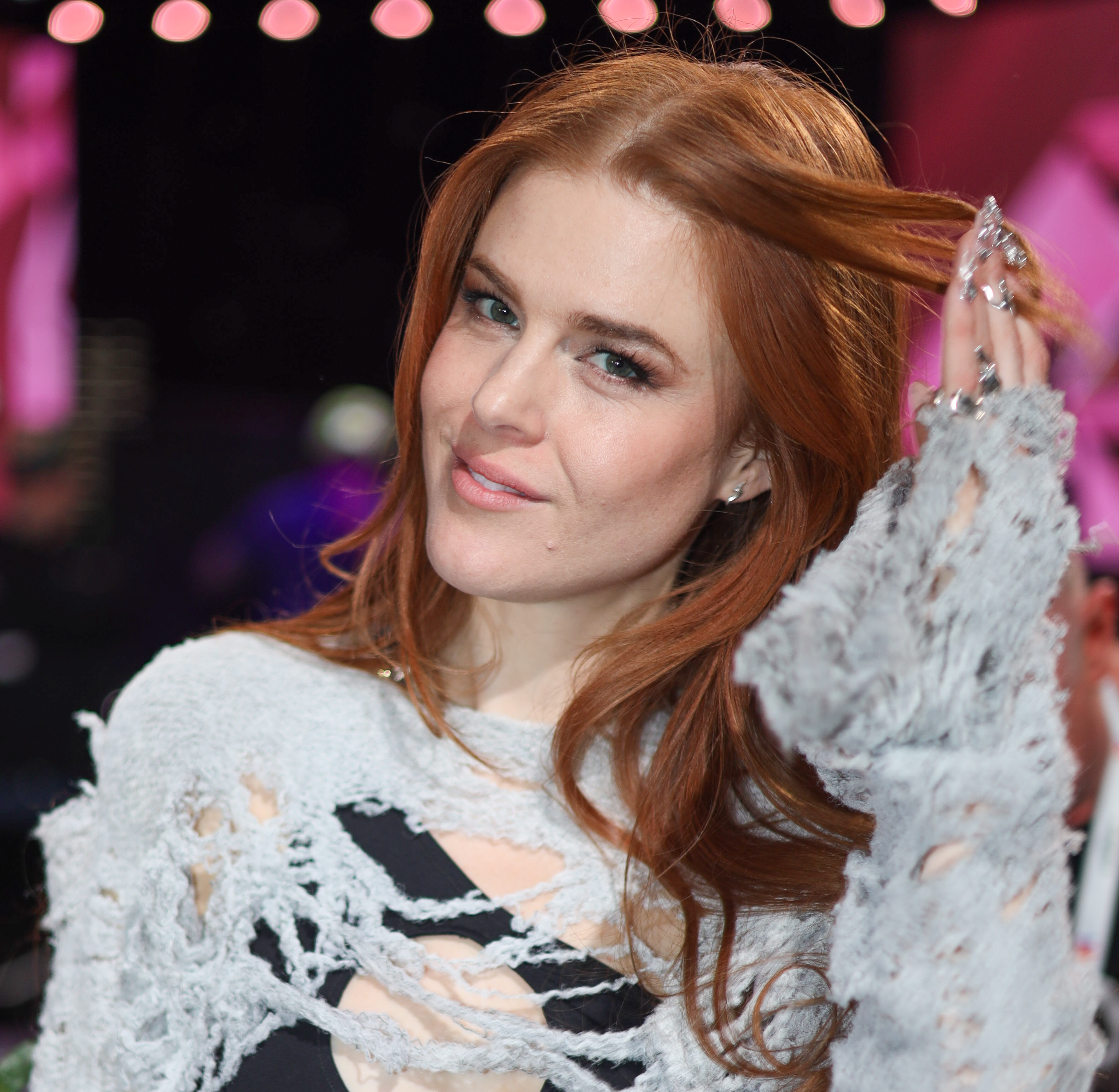
Dotter, 2024

Johanna Maria Jansson (* 10. Juni 1987 in Arvika) ist eine schwedische Sängerin und Songwriterin, die mit dem Künstlernamen Dotter auftritt. Größere Bekanntheit erlangte sie durch ihre Teilnahmen am Melodifestivalen.

## Leben
Jansson wuchs in Arvika auf und zog später nach Stockholm, um dort in der Musikbranche Fuß fassen zu können. Sie wurde von Warner Music Sweden unter Vertrag genommen. Im Herbst 2014 veröffentlichte Dotter ihre Debütsingle My Flower. Ihren Künstlernamen Dotter, ein schwedischer Vorname mit der Bedeutung „Tochter“, wählte sie, da sie sich als „Tochter der Mutter Erde“ fühle.
Dotter war als Songwriterin am Lied I Cry beteiligt, das auf Sabina Ddumbas Debütalbum im Jahr 2016 veröffentlicht wurde. Gemeinsam mit anderen Songwritern wie Thomas G:son und Peter Boström schrieb sie das Lied A Million Years, mit dem Mariette beim Melodifestivalen 2017, dem schwedischen Vorentscheid für den Eurovision Song Contest, antrat. Beim Melodifestivalen 2018 trat Jansson erstmals selbst auf. Sie sang dort im dritten Halbfinale das Lied Cry. Obwohl sie als eine der Favoritinnen galt, gelang es ihr nicht, sich für eine weitere Runde zu qualifizieren. Im Jahr darauf war sie als Songwriterin am Lied Victorious beteiligt, mit dem die Sängerin Lina Hedlund am Melodifestivalen 2019 teilnahm.
Mit dem Beitrag Bulletproof war Dotter Teilnehmerin am Melodifestivalen 2020. Sie qualifizierte sich im zweiten Halbfinale direkt für das Finale. Mit einem Punkt Rückstand erreichte sie im Finale den zweiten Platz. Im Jahr darauf trat sie mit dem Song Little Tot beim Melodifestivalen 2021 an. Sie qualifizierte sich wie bereits im Vorjahr erneut direkt für das Finale, in dem sie mit 105 Punkten den vierten Platz erreichte. Beim Eurovision Song Contest 2022 fungierte sie als Punktesprecherin für Schweden. Im Dezember 2023 wurde sie mit dem Lied It’s Not Easy to Write a Love Song als Teilnehmerin am Melodifestivalen 2024 vorgestellt. Dort qualifizierte sie sich im vierten Halbfinale als Zweitplatzierte für das Finale, wo sie mit 34 Punkten den letzten Platz belegte.

## Diskographie

### Alben
- 2024: The Collection

### Singles
| Jahr | Titel Album                           | Höchstplatzierung, Gesamtwochen, AuszeichnungChartsChartplatzierungen (Jahr, Titel, Album, Platzierungen, Wochen, Auszeichnungen, Anmerkungen) | Anmerkungen                                                               |
| Jahr | Titel Album                           | SE | Anmerkungen                                                               |
| ---- | ------------------------------------- | --- | ------------------------------------------------------------------------- |
| 2018 | Cry The Collection                    | SE59 (4 Wo.)SE | Erstveröffentlichung: 17. Februar 2018 Beitrag beim Melodifestivalen 2018 |
| 2019 | Walk with Me The Collection           | SE51 Platin · (13 Wo.)SE | Erstveröffentlichung: 1. März 2019 mit Måns Zelmerlöw                     |
| 2020 | Bulletproof The Collection            | SE2 Platin · (13 Wo.)SE | Erstveröffentlichung: 22. Februar 2020 Beitrag beim Melodifestivalen 2020 |
| 2020 | Vintern jag var sexton The Collection | SE53 (2 Wo.)SE | Erstveröffentlichung: 30. Oktober 2020                                    |
| 2021 | Little Tot The Collection             | SE6 (11 Wo.)SE | Erstveröffentlichung: 27. Februar 2021 Beitrag beim Melodifestivalen 2021 |
| 2024 | It’s Not Easy to Write a Love Song –  | SE9 (7 Wo.)SE | Erstveröffentlichung: 2. März 2024 Beitrag beim Melodifestivalen 2024     |

Weitere Singles
- 2014: My Flower
- 2015: Dive
- 2016: Creatures of the Sun
- 2017: Evolution
- 2021: Heatwave
- 2020: Under Water (mit Joakim Lundell)
- 2020: Temperatur (mit Anis don Demina)
- 2020: Backfire
- 2020: I’m Sorry
- 2020: New Year
- 2021: Jealous
- 2021: (Just Can’t) Hate U (mit Ryan Riback)
- 2022: Bon Voyage
- 2022: Varför
- 2022: Only Good Die Young
- 2022: All on Me (mit Faustix und Mangoo)
- 2022: Lättdistraherad
- 2023: Brightest Light (mit Seven Lions)
- 2023: You (mit Sick Individuals)
- 2023: Disobey (mit KAAZE)
- 2023: No Room for Love
- 2024: We're In This Together
- 2024: Christmas Winter Heart (mit Lasse Skriver)
- 2025: Sirens
- 2025: Cotton Eye Joe (Single And Free) (mit Stockholm Cowboys, Victor Crone und Stig Rästa)